# Bizalmi vagyonkezelés
A bizalmi vagyonkezelés az angol eredetű trust magyar jogba történő átültetése a kontinentális jogrendszer sajátosságainak figyelembe vételével. A magyar szabályozás alapján a bizalmi vagyonkezelés olyan szerződéses viszony, ahol a vagyon eredeti tulajdonosa a vagyonrendelő, vagyonát vagy annak egy részét elkülöníti és ideiglenes jelleggel átruházza a bizalmi vagyonkezelőre, azzal a céllal, hogy a bizalmi vagyonkezelő a rá ruházott vagyont:
- kezelje,
- adminisztrálja,
- gyakorolja a tulajdonosi jogokat,
- értékét megőrizze és gyarapítsa,
- a vagyonrendelő által meghatározott kedvezményezettnek vagy kedvezményezetti körnek kiadja.

A bizalmi vagyonkezelés célja a magán és családi vagyonok hosszú távú megvédelmezése és gyarapítása. 
A bizalmi vagyonkezelés révén 
- a vagyon eredeti tulajdonosa rendelkezhet arról, hogy halála esetén vagy még életében a vagyonkezelő hogyan használja fel és forgassa vagyonát;
- megvédelmezhető a vagyon a jövőbeli hitelezőkkel szemben;
- olyan adótervezési és adóoptimalizálási hozzáadott érték válik realizálhatóvá, amely más módon nem lenne lehetséges.[3]

A fentieknek megfelelően a bizalmi vagyonkezelési jogviszonynak három szereplője van, a vagyonrendelő, a bizalmi vagyonkezelő és a kedvezményezett. Mindhárom pozícióban lehetséges a többesség esete, ez jellemzően a vagyonrendelő és a kedvezményezettek oldalán fordul elő.
Az új Ptk. (2013. évi V. törvény a Polgári Törvénykönyvről) a bizalmi vagyonkezelést a 6. könyv, XLIII. fejezetben szabályozza, a megbízási típusú szerződések között, az alábbiak szerint: "Bizalmi vagyonkezelési szerződés alapján a vagyonkezelő a vagyonrendelő által tulajdonába adott dolgok, ráruházott jogok és követelések (a továbbiakban: kezelt vagyon) saját nevében a kedvezményezett javára történő kezelésére, a vagyonrendelő díj fizetésére köteles."
A bizalmi vagyonkezelés a vagyontervezés egyik alapvető de nem kizárólagos eszköze. Megfelelő használatával, a egyes jogi jelentőségű változásokhoz kapcsolódó jogi biztonság magasabb szintre emelhető mint a kötelmi, társasági vagy öröklési jog egyéb eszközeivel.
Főbb szabályai:
Miután a Ptk. a diszpozitivitás elvét követi a szerződések tartalmának meghatározásában
a vagyonrendelő és a bizalmi vagyonkezelő az alábbi öt szabálytól eltekintve szabadon állapíthatja meg a bizalmi vagyonkezelési szerződés tartalmát.
Nincs helye a Ptk. alábbi szabályaitól való eltérésnek:
- a bizalmi vagyonkezelési szerződést vagy nyilatkozatot írásba kell foglalni
- a bizalmi vagyonkezelő nem lehet kizárólagos kedvezményezett;
- a kezelt vagyont a bizalmi vagyonkezelő saját vagyonától és más kezelt vagyontól elkülönülten kell nyilvántartani;
- a vagyonrendelő és a kedvezményezett nem utasíthatja a bizalmi vagyonkezelőt;
- a bizalmi vagyonkezelési jogviszony maximum 50 éves időtartamra hozható létre.[7]

A bizalmi vagyonkezelés kizárólag írásban hozható létre érvényesen, szerződésként vagy egyoldalú jognyilatkozattal. A nem üzletszerűen eljáró bizalmi vagyonkezelővel kötött bizalmi vagyonkezelési szerződést közjegyzői okiratba vagy ügyvéd által ellenjegyzett magánokiratban kell foglalni.
Abban az esetben amikor a vagyonrendelő és a bizalmi vagyonkezelő személye megegyezik (egyoldalú jogügylettel létrehozott bizalmi vagyonkezelés) a bizalmi vagyonkezelés létrejöttéhez a vagyonrendelő visszavonhatatlan nyilatkozatának közokiratba foglalása szükséges. A bizalmi vagyonkezelés létrehozható végrendeleti úton is, ez esetben a jogviszony a bizalmi vagyonkezelő - a végrendeletben meghatározott tartalommal történő - elfogadó nyilatkozatával, a vagyonrendelő halálának időpontjára visszamenő hatállyal jön létre.
A vagyonrendelő szabadon állapíthatja meg a kedvezményezettek személyét - akár magát is megjelölheti kedvezményezettként - a kedvezményezetté válás idejét, feltételeit, a részesedés mértékét, formáját, vagy a kedvezményezetti státusz megszűnését. A vagyonrendelő a kedvezményezettet akár a kedvezményezettek lehetséges körére történő utalással is meghatározhatja, továbbá feljogosíthatja a bizalmi vagyonkezelőt a kedvezményezett kijelölésére is. Mindezek rugalmas kereteket biztosítanak ahhoz, hogy a vagyonrendelő akarata érvényesüljön. A kedvezményezett kijelölésével kapcsolatban az egyetlen korlát, hogy a vagyonkezelő nem lehet kizárólagos kedvezményezett. A Ptk. diszpozitív szabálya szerint a kedvezményezetti jogosultság megszűnik, ha a kedvezményezett a bizalmi vagyonkezelési szerződésben vagy jognyilatkozatban meghatározottaktól eltérő jogcímen érvényesít igényt a kezelt vagyonnal szemben. Amennyiben ettől a szabálytól a vagyonrendelő el kíván térni, úgy erről külön rendelkeznie kell a szerződésben vagy jognyilatkozatban vagy a végrendeletben.
A protektor pozíciójának rendezése érdekében a Ptk. arra is lehetőséget biztosít, hogy a vagyonrendelő halála, vagy jogutód nélküli megszűnése esetére kijelölje a vagyonrendelőt megillető jogok gyakorlására jogosult és a vagyonrendelőt terhelő kötelezettségek teljesítésére köteles személyt. Ez a személy lehet akár a vagyonrendelő jogutóda, a bizalmi vagyonkezelési jogviszony kedvezményezettje vagy akár más harmadik személy. A vagyonrendelőnek arra is lehetősége van, hogy a fentiek szerint átruházott jogokat és kötelezettségeket korlátozza.
Annak érdekében, hogy a kezelt vagyon mindig azonosítható legyen, a bizalmi vagyonkezelő a köteles azt elkülönülten nyilvántartani. A kezelt vagyon védettséget élvez a bizalmi vagyonkezelő hitelezőivel, házastársával, élettársával és más kezelt vagyonok hitelezőivel szemben, továbbá a kezelt vagyon nem része a vagyonkezelő hagyatékának.
A kedvezményezett hitelezői a fentiekkel ellentétben igényt tarthatnak a kezelt vagyon kedvezményezettet illető részére, de csak akkor, ha annak kiadása a kedvezményezett részére esedékessé vált. A kedvezményezett a bizalmi vagyonkezelési szerződéssel összhangban igényelheti a kezelt vagyon tőke és hozamrészének kiadását a vagyonkezelőtől.
A vagyonrendelő és a kedvezményezett nem utasíthatja a vagyonkezelőt de tevékenységét bármikor ellenőrizhetik. Ezen kívül a vagyonkezelő köteles a vagyonrendelő vagy a kedvezményezett kérésére tájékoztatást adni a kezelt vagyonról és arról számadást adni. A vagyonrendelő kezében a végső jog a vagyonkezelő tevékenységének kontrollálására az, hogy a vagyonrendelő a vagyonkezelőt a tisztségéből bármikor elmozdíthatja másik vagyonkezelő egyidejű kijelölése mellett. Ez a jog nem feltétlenül függ össze a szerződés teljesítésével, a vagyonrendelő bármikor élhet a vagyonkezelő elmozdításának jogával. Ha a vagyonrendelő meghal vagy jogutód nélkül megszűnik, és a kezelt vagyonnak nincs másik vagyonrendelője, akkor a fenti jog csak részlegesen száll át a kedvezményezettre, ugyanis a vagyonkezelőt a megbízatásból a kedvezményezett kérelmére a bíróság másik vagyonkezelő egyidejű kijelölése mellett visszahívhatja, ha a vagyonkezelő súlyosan megszegte a szerződést. Itt már két feltétele is van a vagyonkezelő elmozdításának, az egyik a vagyonrendelő súlyos szerződésszegése, a másik az, hogy ezt bíróságnak kell elbírálnia.
A kezelt vagyon kezelése magában foglalja a vagyonkezelőre átruházott tulajdonjogból, más jogokból és követelésekből fakadó jogosultságok gyakorlását és az azokból fakadó kötelezettségek teljesítését, azzal, hogy a vagyonkezelő a szerződésben foglalt feltételek szerint és korlátok között rendelkezhet a kezelt vagyonba tartozó vagyontárgyakkal. A vagyonkezelő a fenti jogokat a kedvezményezett érdekeinek elsődleges figyelembevétele mellett, a kereskedelmi észszerűség követelményei szerint köteles gyakorolni.
A magyar szabályozás átvette az angol trustoknál ismert "traceing" intézményét, ugyanis amennyiben a vagyonkezelő a szerződésben foglalt kötelezettségét megsérti és jogosulatlanul ruház át harmadik személyre a kezelt vagyonhoz tartozó vagyontárgyat, a vagyonrendelő és a kedvezményezett jogosult azt a kezelt vagyon számára visszakövetelni, ha a harmadik személy nem volt jóhiszemű vagy nem visszterhesen szerzett. Ezt a szabály lehetővé teszi a vagyonrendelő részére a jogosulatlanul elidegenített vagyontárgy "követését" és annak visszaszerzését a kezelt vagyon javára. Ennek elsősorban egyedi jelleggel bíró vagyontárgyak - műtárgy, ingatlan- van jelentősége.
A bizalmi vagyonkezelés a felek személyétől független jogintézmény, ami visszatükröződik a megszűnési szabályokban is. A bizalmi vagyonkezelés az alábbi esetekben szűnik meg:
ha a kezelt vagyon elfogy;
ha a vagyonkezelő a vagyonkezelést felmondja, ebben az esetben a felmondást követő három hónap elteltével szűnik meg a bizalmi vagyonkezelés;
ha a kezelt vagyonnak három hónapot meghaladó ideig nincs vagyonkezelője, ebben az esetben a vagyonkezelői megbízás megszűnésének időpontjában szűnik meg a bizalmi vagyonkezelés;;
ha a vagyonrendelő volt az egyetlen kedvezményezett, az ő halálának időpontjában szűnik meg a bizalmi vagyonkezelés
ha a vagyonrendelő a határozatlan időre kötött szerződést - annak eltérő rendelkezése hiányában - felmondja.
A vagyonrendelő felmondási jogának egyértelmű szabályozása a Ptk-t módosító 2017. évi LXI. törvénnyel lezárta a vitát a vagyonrendelő felmondási jogával és annak esetleges korlátozásával kapcsolatban és egyértelműen megteremtette a lehetőségét visszavonhatatlan bizalmi vagyonkezelés megteremtésére magánszemély vagyonrendelő esetében. Gazdálkodó szervezet vagyonrendelő esetében a Cstv. továbbra is lehetőséget biztosít a felszámolónak a szerződés felmondására.